# Agriphila aeneociliella
Agriphila aeneociliella  (лат.) — вид чешуекрылых насекомых из семейства огнёвок-травянок. Распространён в Европе, на южном Урале, в Приморском крае, Японии, Корейском полуострове и Китае. Гусеницы плетут шёлковые трубки в дернине злаков. Размах крыльев 21—25 мм. Передние крылья ярко-жёлтые, с серебристо-белой продольной срединной полоской, которая достигает наружного края крыла.